# 穆茨巴赫河
51°2′7.17″N 6°59′50″E / 51.0353250°N 6.99722°E

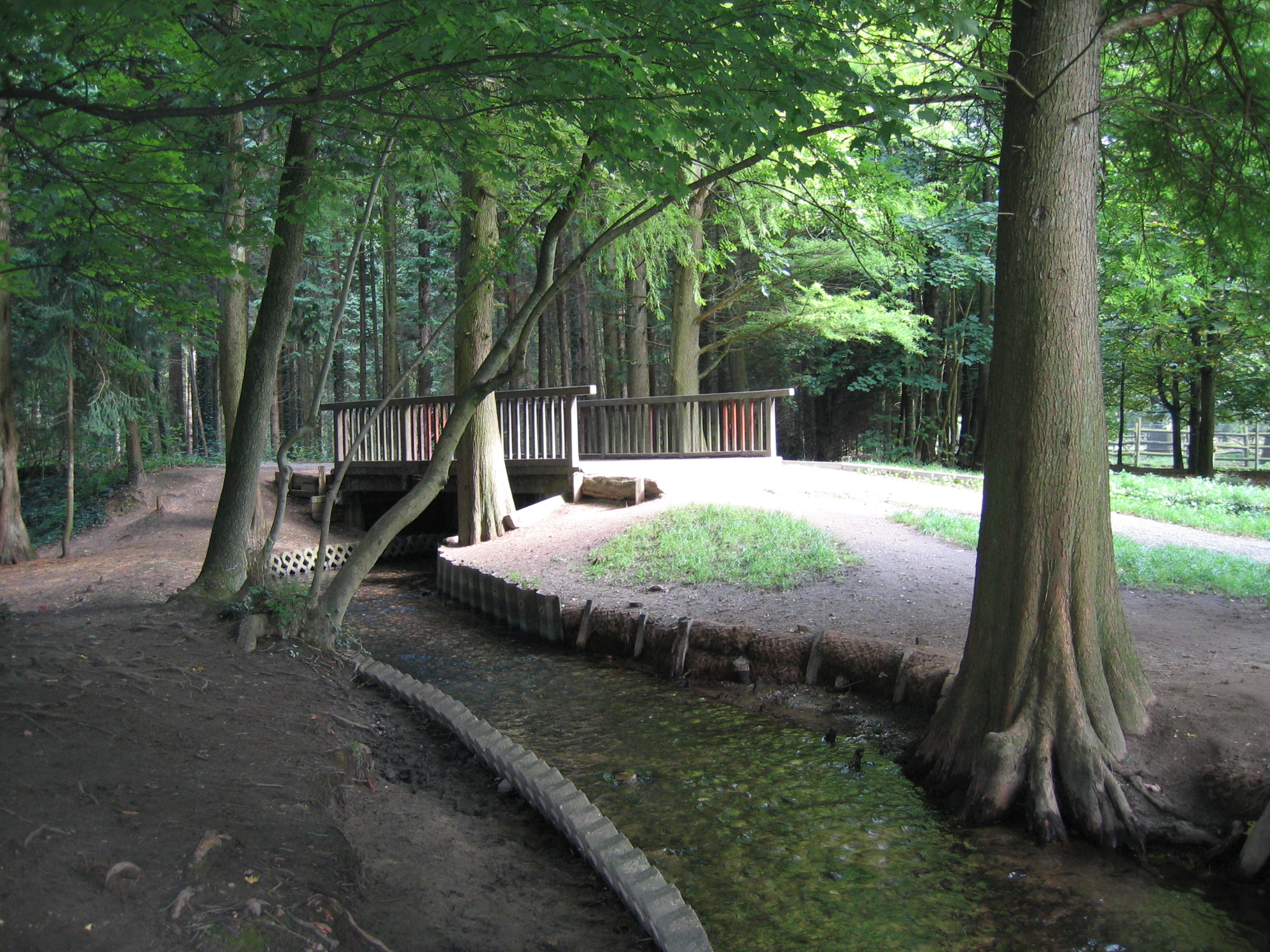
穆茨巴赫河

穆茨巴赫河（德語：Mutzbach），是德國的河流，位於該國西部，處於北萊茵-威斯特法倫州，屬於丁恩河的左支流，河道全長15.1公里，流域面積24.6平方公里。